# James Heller
James Heller es un personaje ficticio de la serie estadounidense de acción 24. Es interpretado por William Devane.
Heller es el Ex-Secretario de Defensa de EE. UU. y padre de Audrey Raines (Kim Raver). Su última aparición fue en el episodio 24 da la temporada 6 en su casa.
Años más tarde, es el presidente de los EE.UU, después de los mandatos de Allyson Taylor y Mitchell Hayworth, aunque tiene problemas de alzheimer, y cuando Margot Al-Harazi, amenaza con atacar todo Londres, él se sacrifica en el estadio Wembley, muriendo aparentemente en una explosión de un dron manejado por ella misma. Después se descubre que vive gracias a un engaño de Jack y Chloe. 
Logra que Jack pueda capturar y eliminar a Margot, pero después el dispositivo es robado por Adrian Cross que trabaja para Cheng-Zhi, un antiguo enemigo, que torturó y puso en estado catatónico a su hija Audrey. Finalmente, sin él saberlo, embosca a Audrey en una reunión extraoficial con miembros de la embajada China y posteriormente es asesinada por un tirador enviado por Cheng cuando estaba siendo rescatada.
Parte rumbo a EE. UU. con el cuerpo de su hija con el consuelo que su enfermedad pronto hará que olvidé todo el dolor por la muerte de ella y las circunstancias en las que ocurrió.
- Datos: Q3056715